# 蘇哈霍米利沙

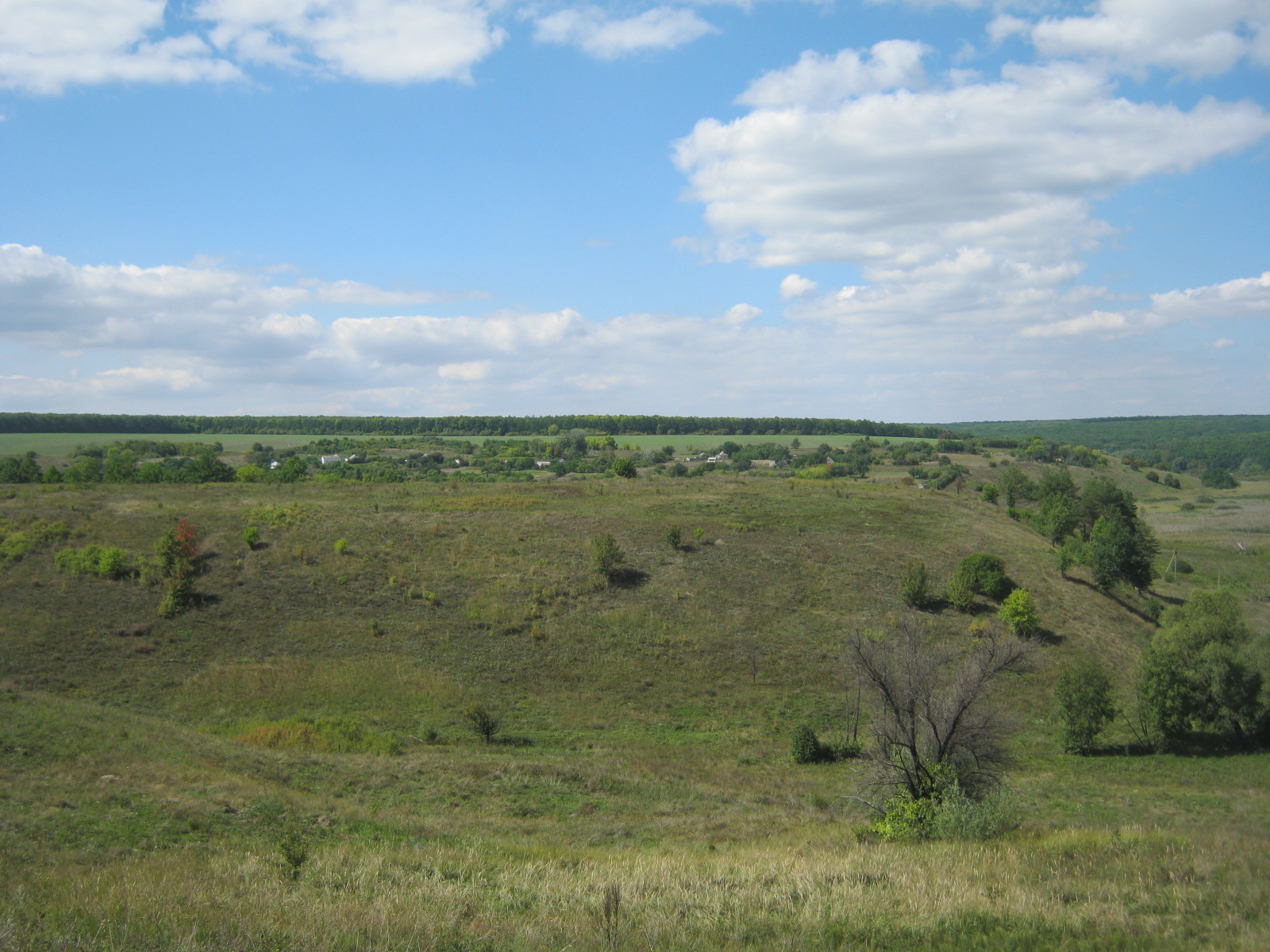
风景

49°32′57″N 36°21′0″E / 49.54917°N 36.35000°E
蘇哈霍米利沙（烏克蘭語：Суха Гомільша）是位於烏克蘭東部的村莊，由哈爾科夫州丘胡伊夫区的斯洛博然斯凱市鎮負責管轄。該村始建於1618年，面積0.33平方公里，海拔高度97米，2001年人口25，人口密度每平方公里76.9人。